# Иосилович, Исаак Борисович
Исаак Борисович Иосилович (26 июня 1909 — 29 сентября 1972) — советский авиаконструктор, Герой Социалистического Труда (1972). Лауреат Государственной премии СССР.

## Биография
Родился в 1909 году в Москве.
В 1926 году окончил среднюю школу, после чего стал работать на советских авиационных предприятиях. В 1934 году окончил вечернее отделение Московского авиационного института. С 1936 года работал на заводе опытных конструкций в ОКБ Туполева, был начальником сборочного цеха.
С 1940 года работал главным инженером, затем директором Иркутского авиазавода № 125, а с октября 1941 года — директором Московского авиазавода № 39. Под его руководством на заводе выпускались истребители «Пе-3», бомбардировщики «Пе-2» и «Ил-4».
С августа 1942 года Иосилович руководил Филёвским авиазаводом № 23 (ныне — Государственный космический научно-производственный центр имени М. В. Хруничева), который также выпускал «Ил-4», а с июля 1943 года — «Ту-2».
С 1945 года вновь работал в ОКБ Туполева, был директором опытного авиазавода № 156. Руководил серийным производством ряда моделей военных и гражданских самолётов, в том числе «Ту-14Т», «Ту-16», «Ту-95», «Ту-22», «Ту-128», «Ту-104», «Ту-116», «Ту-124». С 1961 года Иосилович занимал должность заместителя главного конструктора ОКБ Туполева. Принимал участие в разработке пассажирских самолётов «Ту-134» и «Ту-144». Работу в ОКБ Туполева Иосилович совмещал с преподавательской деятельностью в Московском авиационном технологическом институте (МАТИ), был его доцентом.
Указом Президиума Верховного Совета СССР от 22 ноября 1972 года за «заслуги в области самолётостроения» Исаак Иосилович был удостоен высокого звания Героя Социалистического Труда с вручением ордена Ленина и медали «Серп и Молот».
Умер в 1972 году, похоронен на Новодевичьем кладбище Москвы.
Жена — Любовь Иосифовна Иосилович (1914—1989), преподаватель английского языка.

## Награды и премии
- Герой Социалистического Труда (22 сентября 1972)
- два ордена Ленина (12 июля 1957; 22 сентября 1972)
- Орден Октябрьской Революции (26 апреля 1971)
- Орден Отечественной войны 1-й степени (8 августа 1947)
- два ордена Трудового Красного Знамени (16 сентября 1945; 6 декабря 1949)
- медали
- Государственная премия СССР[1]